# Scotopteryx paradoxa
Scotopteryx paradoxa là một loài bướm đêm trong họ Geometridae.